# Japan Open Tennis Championships 1991
Il Japan Open Tennis Championships 1991 è stato un torneo di tennis giocato sul cemento. È stata la 19ª edizione del Japan Open Tennis Championships, che fa parte della categoria Championship Series nell'ambito dell'ATP Tour 1991 e della Tier IV nell'ambito del WTA Tour 1991. Sia il torneo maschile che quello femminile si sono giocati all'Ariake Coliseum di Tokyo in Giappone, dall'8 al 14 aprile 1991.

## Campioni

### Singolare maschile
Stefan Edberg ha battuto in finale  Ivan Lendl con il punteggio di 6–1, 7–5, 6–0

### Doppio maschile
Stefan Edberg /  Todd Woodbridge hanno battuto in finale  John Fitzgerald /  Anders Järryd con il punteggio di 6–4, 5–7, 6–4

### Singolare femminile
Lori McNeil ha battuto in finale  Sabine Appelmans con il punteggio di 2–6, 6–2, 6–1

### Doppio femminile
Amy Frazier /  Maya Kidowaki hanno battuto in finale  Yone Kamio /  Akiko Kijimuta con il punteggio di 6–2, 6–4